# 황형 택지
황형 택지(黃衡 宅址)는 인천광역시 강화군 강화읍 월곳리 242, 조선 중기 무신이었던 황형(1459 - 1520)의 옛집터이다. 1986년 4월 1일 강화군의 향토유적 제3호로 지정되었다.

## 개요
조선 중기 무신이었던 황형(1459 - 1520)의 옛집터이다. 선생의 자는 언평, 본관은 창원으로 성종 11년 (1480) 무과 및 진현시에 급제하고 1486년 무과 중시에 장원급제 하였다. 
이 후 혜산진 첨절제사, 훈련도정, 의주 목사, 회령 부사, 함경도, 경상도 병마절도사를 역임하고 첨지중추부사가 되었다. 중종 5년(1510) 삼포왜란시 전라좌도 방어사로 제포에서 왜적을 크게 무찔렀다. 중종 7년(1512) 함경도 지방에서 야인들이 반란을 일으키자 이를 진압하고 평안도, 함경북도 병마절도사를 거쳐 공조판서에 이르렀다. 
시호는 장무이며 왕이 그의 공을 찬양하며 연미정을 하사하여 이곳 월곳리에서 만년을 보냈다 한다. 
택지는 월곶진을 설치한 뒤 관아로 사용하다가 지금은 논밭으로 변하였으며 후손들이 파손된 비석을 새로이 설치하였다.

## 같이 보기
- 황형 묘 - 인천광역시 기념물 제65호